# Julius Jacob der Jüngere

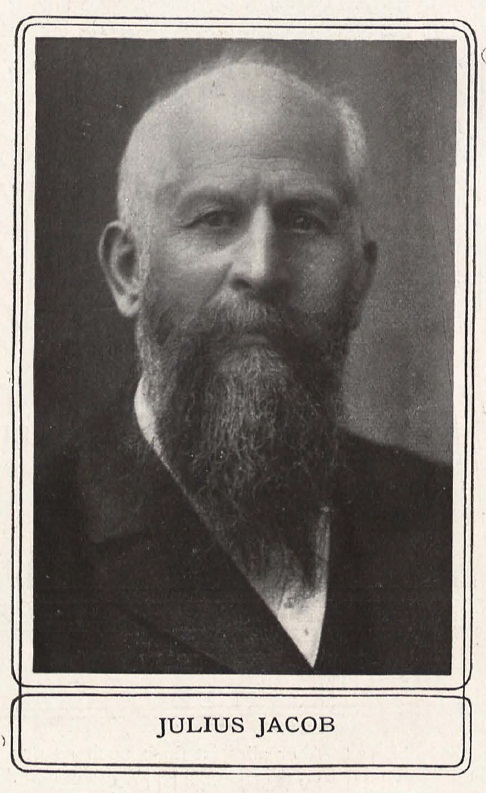
Julius Jacob, 1902. Foto von Hermann Boll.

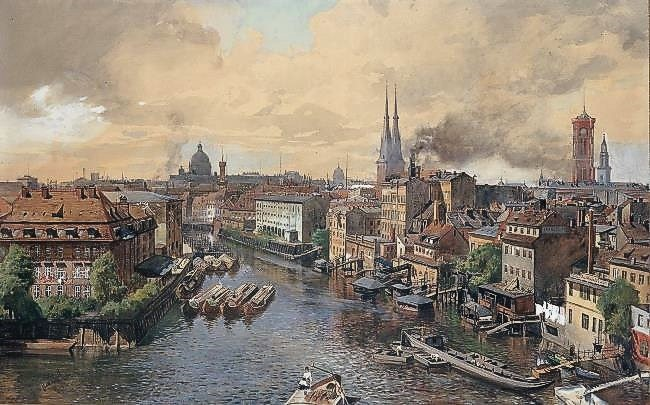
Alt-Berlin zwischen Spree und Stralauer Straße;
Julius Jacob d. J., 1886

Julius Jacob der Jüngere (* 26. Oktober 1842 in Berlin; † 25. April 1929 ebenda) war ein deutscher Architektur- und Landschaftsmaler, der sich vor allem Darstellungen der Berliner Altstadt und der Mark Brandenburg widmete.

## Leben

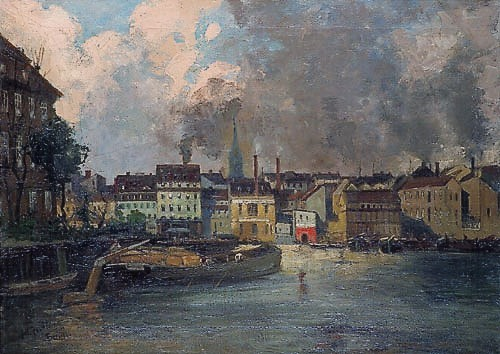
Blick von Inselbrücke auf Stralauer Straße (JJdJ)

Julius Jacob, Sohn des gleichnamigen Historienmalers, absolvierte eine Ausbildung im Atelier von Karl Wilhelm Gropius, Hoftheatermaler für die Berliner Bühnen, und war anschließend dort als Kulissenmaler tätig. Zur Weiterbildung besuchte er die Berliner Akademie der Künste und unternahm außerdem mehrere Studienreisen nach Italien. Ab 1882 arbeitete er als Dozent für Landschaftszeichnen und Aquarellmalerei, erst an der Berliner Bauakademie, und danach an der Technischen Hochschule Charlottenburg.

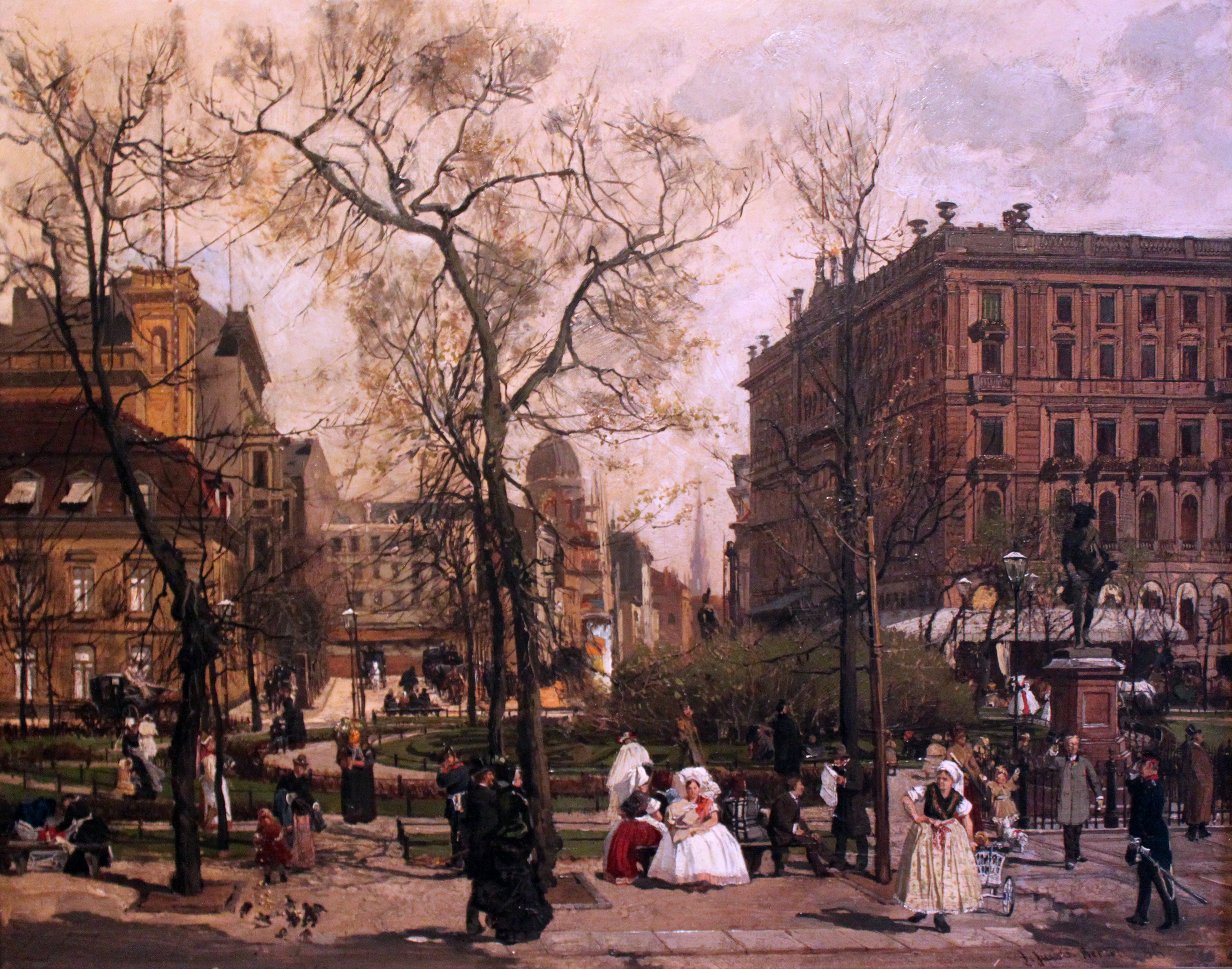
Wilhelmplatz;
Julius Jacob d. J., 1886

Jacobs Landschaftsdarstellungen wurden durch die Kunst Carl Blechens und die Malschule von Barbizon beeinflusst. Seinen ersten Stadtansichten von Berlin war schneller Erfolg beschieden, weswegen er sich Darstellungen der Berliner Altstadt und der allmählich wachsenden Großstadt widmete. Zwischen 1862 und 1885 entstand u. a. ein Aquarellzyklus von 70 Berlin-Ansichten, die seinen Ruf als Chronisten des nach und nach verschwindenden Alt-Berlins begründeten. Das 1886 entstandene Gemälde des Wilhelmplatzes in Berlin zählt zu seinen bekanntesten Werken. Es zeigt das neuerbaute Hotel Kaiserhof sowie ein barockes Palais. Zur Personenstaffage im Vordergrund gehören u. a. die „Spreewälder Ammen“, die damals ein vertrauter Anblick im Alltagsbild Berlins waren.

## Ausstellungen
Von Mai bis Juli 1979 gab es im Berlin-Museum eine Ausstellung mit Werken des Berliner Malers.
Im Jahr 2002 veranstaltete das Deutsche Historische Museum im Martin-Gropius-Bau die Ausstellung „Die zweite Schöpfung“. Hier wurden Werke von rund 150 Malern, auch von Julius Jacob, mit Berlin-Bezug gezeigt.